# رود آگوآریکو
رود آگوآریکو رودی است که به رود ناپو می‌ریزد. این رود از کشورهای پرو و اکوادور می‌گذرد.